# Hatter Barn
Hatter Barn är ett rev i Danmark. Det ligger i Kattegatt mellan Samsø och Sejerø i Samsø Bælt.
Närmaste större samhälle är Tranebjerg på Samsø,16 km väster om Hatter Barn. Revet är känt för många grundstötningar